# Premonstrátský klášter (Leles)
Premonstrátský klášter je sakrální komplex z 12. století nacházející se na okraji obce Leles na jihovýchodě Slovenska, v okrese Trebišov v Košickém kraji. Součástí kláštera je i klášterní kostel Nalezení sv. Kříže a kaple sv. Michala.

## Historie

### 13. - 14. století
V roce 2014 uběhlo přesně 800 let od první písemné zmínky o klášteře (1214). Klášter ale můžeme datovat spíše již v rozmezí let 1199–1210, díky čemuž představuje nejstarší klášter v Zemplínském regionu. Místo založení nebylo vybráno náhodně, výhodná poloha jen urychlila vývoj konventu i osady. Leles byl styčný bod a místo, kde byla prvořadá duchovnost, ale bylo to také centrum práva. Premonstráti měli tzv. hodnověrné místo Locus credibilis (notářský úřad). Vytvářely šlechtě a prostému lidu, ale především šlechtě místo, kde si mohli ověřovat úřední listiny.
Leles a jeho klášter patří k dalším dvěma klášterům na území nynějšího Košického arcibiskupství. Po rozdělení Panonie Maďary obec připadla královskému hradu Zemplín. Z vlastnictví hradu ho vyčlenil král Bela II. a daroval ho Boleslavovi, který se později stal biskupem ve Vacově.
Listina papeže Inocence III. z roku 1199 hovoří o biskupovi Boleslavovi z maďarského Vacova, v souvislosti s nímž se vzpomínají peníze určené na výstavbu kláštera. Boleslav dal k přízemní budově kláštera v roce 1210 vybudovat kostel, který byl zasvěcen svatému Kříži. Posvětil ho jágerský biskup. Zpočátku klášter patřil k Jágerskému biskupství až do roku 1348. V roce 1400 začal být klášter jurisdikcích podřízen Ostrihomskému arcibiskupovi.Táto listina je přetransformována do již dochované listiny z roku 1214, ve které stojí, že Vacovský biskup zanechal klášteru v Leles celý svůj osobní majetek. Opatství bylo založeno s pomocí řeholníků, příchozích přímo ze srdce řádu kláštera ve francouzském Prémontré.
V roce 1213 táhl kolem Lelesu na výpravu do Holíče Ondrej II, jehož doprovázela manželka Gertruda Meranská, matka Bely, Ondřeje, Marie a především budoucí svaté Alžběty. Původní stavba i celá obec byly těžce poškozeny během tatarského vpádu v roce 1241. Románský klášter byl poškozen a proto museli postavit nový gotický kostel. Kostel vznikl v letech 1315–1366 spolu s východním křídlem kláštera, ve kterém se zachovala gotická kaple. Od konce 13. století se klášter stal hodnověrným místem. Jeho úkolem bylo opatrovat listiny z celého kraje - středověké notářství, co trvalo až do roku 1567. Současně se zde žáci v písařských školách učili koncipovat různé úřední písemnosti.
V průběhu několika staletí byl klášter a Kostel sv. Kříže pod vlivem několika šlechtických rodů, což mělo za následek zásah mocných do života kláštera. Objektem tužeb se stal především majetek kláštera. Klášter byl mnohokrát vyrabován. Až probošt Jan Peci, který slíbil věrnost císaři Ferdinandovi, byl pověřen opevnit klášter zdmi, baštami kvůli bezpečnosti.

### 16. - 17. století
Leles se stal typickým zeměpanským městečkem. V roce 1557 měla obec 12 port, 8 sluhy, 8 chudých a 3 strážců v klášteře. V průběhu 14. a 15. století objekt proboštství zrekonstruovali a rozšířili, postupně dobudovávali další křídla, což vyvrcholilo v roce 1533 vybudováním silného opevnění v souvislosti s blížícím se tureckým nebezpečím. Na severní straně přistavěli křídla, umístili vstupní bránu pravděpodobně s padacím mostem. V roce 1623–1639 upravili mohutnou věž, která chránila vstup do areálu.
Nejvíce byl klášter zničen v roce 1555 členy rodiny de Perény, kteří byli šiřiteli protestantismu. V té době se majetek kláštera rozdělil na 3 části mezi světské vlastníky (Alexander Nagy-Mital, František Vekei, Peter Panka) až čadský biskup Pavol Segeďa získal majetek v roce 1588 zpět. V roce 1620 Štefan Telekes obnovil kostel a klášter v Lelesu. V nastávajících letech už kostel spravovali premonstráti, dokud rakouský císař Josef II. v roce 1787 řád nezrušil.
V Leles se vystřídalo mnoho proboštů, administrátorů, kteří spravovali majetek. K nejvýznamnějším patří hrabě probošt Karol František Kunitz-Wiessenburg. Přispěl k významnému zvelebování majetku, rozšíření hospodářských budov, odborně uspořádal písemnosti v archivu. Přestavěl Klášter a doplnil jej o druhé patro. Kostel dal zrekonstruovat, opatřil novými oltáři, bohatě vystrojil kostelními rouchy a nádobami. V tomto období prošla výraznou rekonstrukcí i Kaple sv. Michala.

### 19. - 20. století
Od roku 1802 byl klášter pod správou Jasovského opatství. V tomto roce začal klášter opět plnit svou funkci a to i ověřovacího místa, když císař František II. obnovil v Uhersku činnost premonstrátů. Svou činnost museli premonstráti přerušit v období socialismu až do roku 1989. Od roku 1989 premonstráti vykonávají svou duchovní činnost až dodnes. V té době zde také dožívali svůj život vysloužili kněží a řeholníci. Takto funguje až do roku 1945–1950 kdy ho státní komunistická moc v rámci akce "K", kterou pan Jan Chryzostom kardinál Korec nazval barbarská noc, násilně zrušila a nechala tam střední odborné učiliště zemědělské. V té době se vzácná kaple stala skládkou umělých hnojiv a z jedné strany kaple byly zhotoveny sociální zařízení, což mělo za následek rozbité omítky, zdevastované okolí a mokré stěny.
Po roce 1989 - 1990 se klášter v Leles stává součástí kláštera v Jasově. V roce 1994 byl klášter předán do správy premonstrátské řehole. Kapli sv. Michala i s cennými malbami nechal v 90. letech zrekonstruovat jasovský opat Tomáš. Kaple byla i vysvěcená.

### Současnost
V současnosti probíhá v areálu kláštera archeologický výzkum. V interiéru na místě Rajského dvora se našlo 29 objektů a 36 hrobů, což spolu s nálezy z roku 2013 tvoří 54 hrobů, většina z nich pochází z 11. století. Mezi další nálezy patří bloková stavba staršího kláštera z cihel plevoviek (12. - 13. století).
Rajská zahrada je tzv. Křížová chodba, jde o místo, kde je uprostřed umístěna voda symbolizující křest, pramen života, nový život a kolem v obdélníku, resp. ve čtveřici se pohybovaly řeholníci, kteří v klášteře žili a modlili se.

## Klášter a jeho přínos
Členové řádu se po osm století snažili vyvíjet činnosti na poli církevního života, přinesli pokrok v hospodářské kultuře, měli klášterní školu, věnovali se i nemocným a chudým. Mnozí z proboštů zastávali vysoké a zodpovědné funkce. Klášter jako hodnověrné místo udělal velkou službu soudnictví, jeho činnost se rozprostírala do 12 žup. Materiál archivu je bohatým zdrojem v oblasti práva, rodinné historie, genealogie a tvorby razítek.

## Exteriér

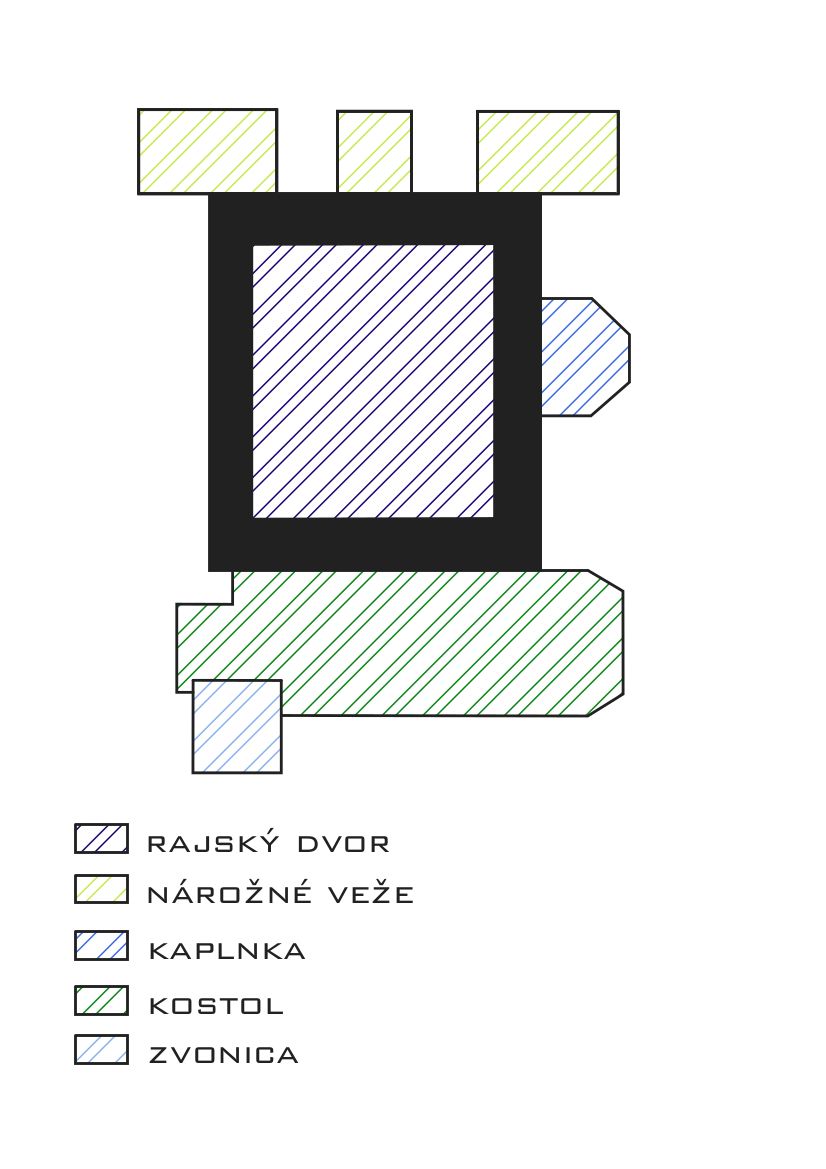
Schematický nákres půdorysu kláštera

Třípodlažní trojprostorová stavba je z jižní strany uzavřena gotickým kostelem. Gotická stavba z roku 1315–1366 tvoří jižní křídlo čtyřrosového masivu kláštera, uzavírajícího ústřední dvůr kdysi obtočeným arkádami křížové chodby. Na východní straně podpírají stavbu kostela opěrné pilíře, které člení i polygonální apsidu kaple a pokračují i v exteriéru kostela na východě. Kaple je situována v jižním křídle kláštera spolu s kostelem. Ústřední dvůr má renesanční arkády. Kostel je jednolodní s polygonálním uzávěrem presbytáře. Na západní straně má přestavěnou věž barokně upravenou se zvonicovou střechou.

## Interiér
V budově kláštera jsou v přízemí renesanční hřebínkové klenby, zatímco v patrech jsou rovné stropy. Barokně tepaná mříž uzavírá na přízemí schodiště, vedoucí na patro.

## Kostel sv. Kříže
Kostel Nalezení sv. Kříže byl postaven v 14. století, přesněji v letech 1315–1366. Stavba byla v průběhu 17. a 18. století barokizována, renovovaná byla až v roce 1892. V současnosti tvoří východní křídlo kláštera, jehož součástí je i gotická kaple sv. Michala.
Kostel je jednolodní prostor s polygonálním uzávěrem presbytáře. Prostor kostela uzavírají křížové klenby s vyžľabenými žebry, dosahující na konzole a přípory. Ty jsou zakončeny konzolami s gotickým akantom. V interiéru se také nacházejí půlkruhový zakončené barokní okna typické pro architekturu 17. století stejně jako barokní triumfální oblouk. Hlavní oltář od J. Hartmanna v rokokovém slohu, také označovaným jako pokračování baroka, byl postaven v letech 1744–1750. Ústředním obrazem hlavního oltáře je obraz sv. Heleny a Nasazovací reliéf Božího oka. Tvoří ho také postavy dvou biskupů a dva krále. Pozdně kazatelna postavená v polovině 18. století je rozmanitá svým řezbářským provedením ale i množstvím soch nacházejících se nejen na parapetu ale i baldachýnovou zastřešení.

## Kaple sv. Michala
V jihovýchodním rohu kláštera, hned vedle sakristie se nachází kapitulní síň, v současnosti označována jako kaple sv. Michala. Kaple má podélný obdélníkový půdorys s polygonálním závěrem na východě. Osvětlují ji tři barokní půlkruhová okna, pod nimiž se nacházejí zbytky ostění původních gotických oken. V rozích se nacházejí zbytky gotických konzolí při některých se částečně zachovaly i náběhy žebernatých kleneb. Malby v kapli byly členěny do čtyř horizontálních pásů. Nejnižší pás byl v důsledku zvlhnutí stěn silně poškozen. Na jižní stane kaple je malba věnována Poslednímu soudu. Zobrazuje dva anděly, kteří troubí a svolávají na poslední soud, ze země vylézají mrtví. Malby zobrazují i archanděla Michala, který drží váhy s lidskými dušemi. Malby na severní straně byly o mnoho více poškozené a proto i jejich identifikace je o mnoho těžší. Nejvrchnější pás je od středního oddělen dvěma řádky gotického nápisu, který pochází z konce 14. století. Jelikož malby byly poškozeny i písmo se dá velmi těžko přečíst. Další malba byla označena jako setkání Krista s Veronikou, sv. Alžběta vdova a uherští králové. Gotické malby kaple, které se zachovaly, svědčí o významném postavení premonstrátů nacházejí se tam velmi náročné ikonografické zobrazení, které nebyly určeny pro veřejnost, ale pouze pro úzký okruh vzdělaných lidí.

## Galerie

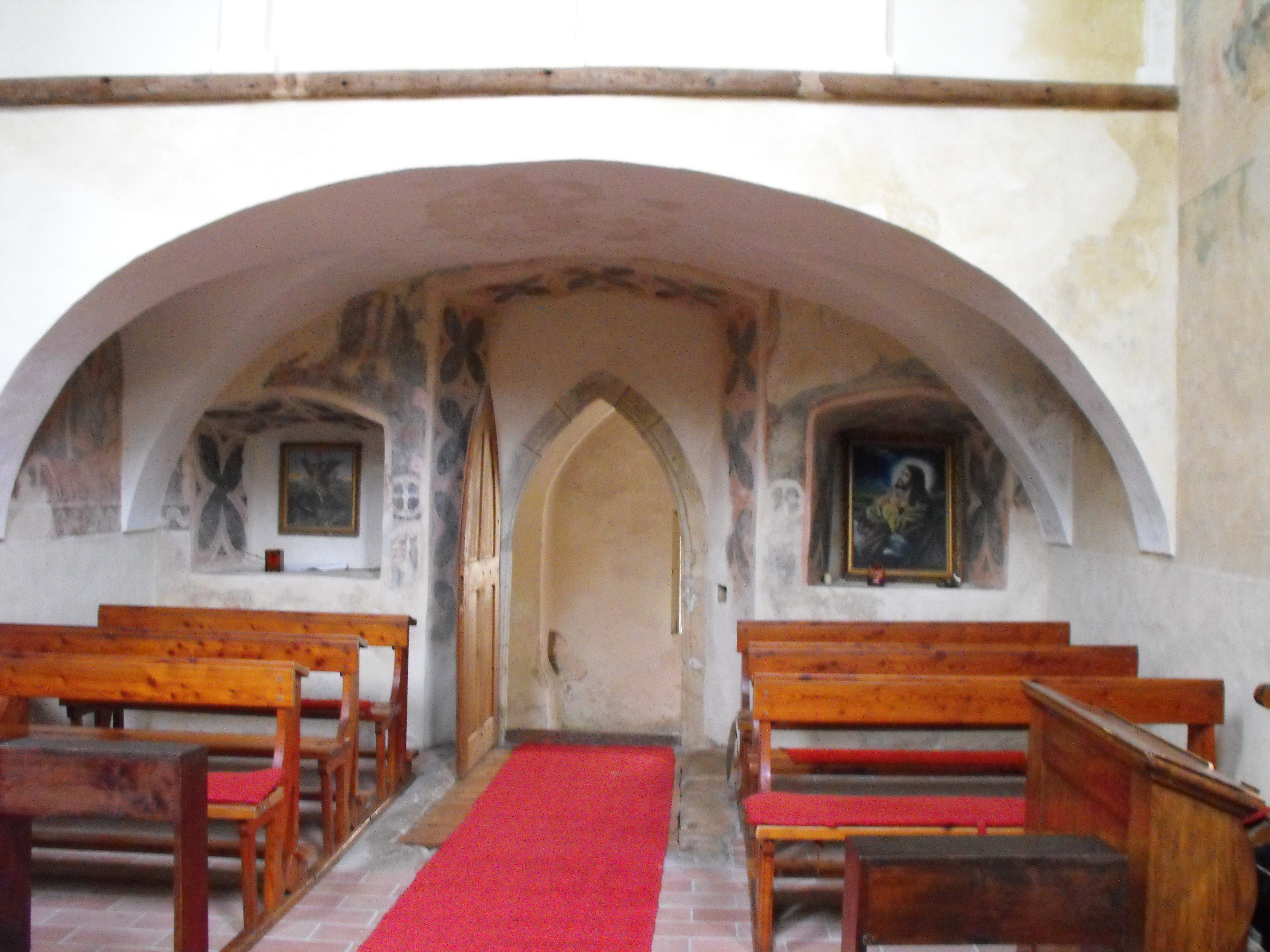
Interiér kaple sv. archanjela Michaela v premonstrátském klášteře v Lelesu
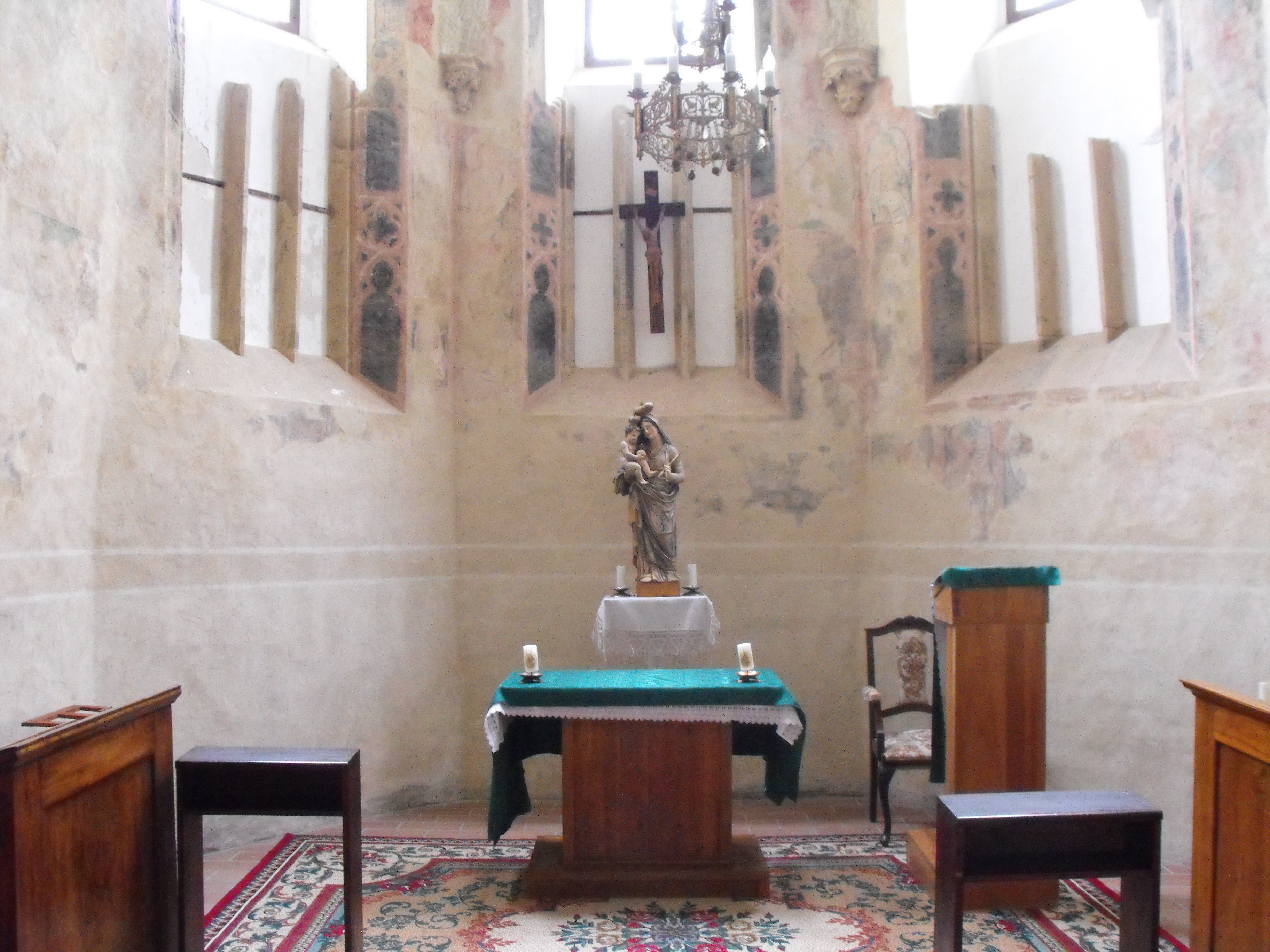
Výmalba presbyteria, kaple sv. archanděla Michaela
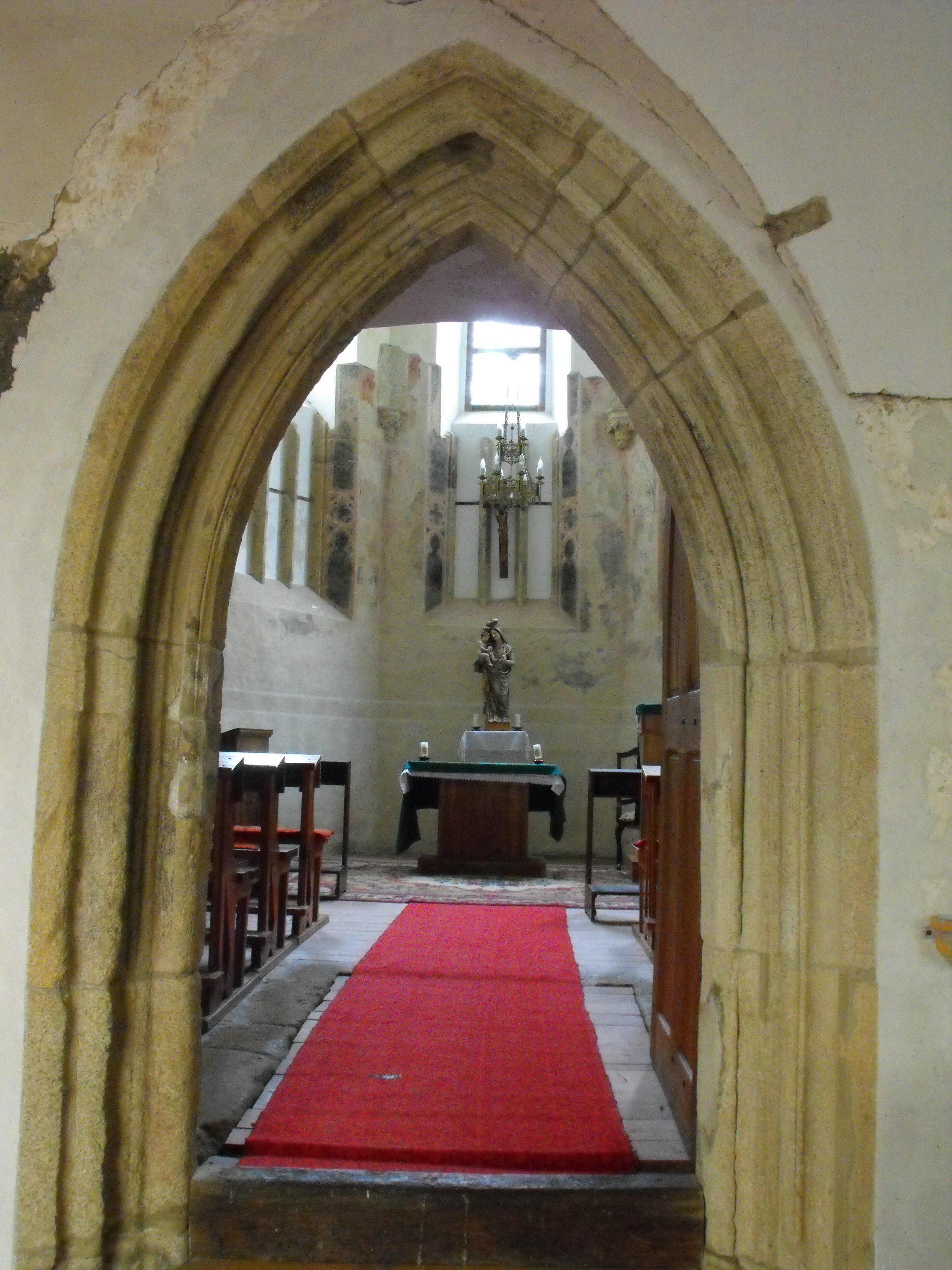
Gotický lomený portál
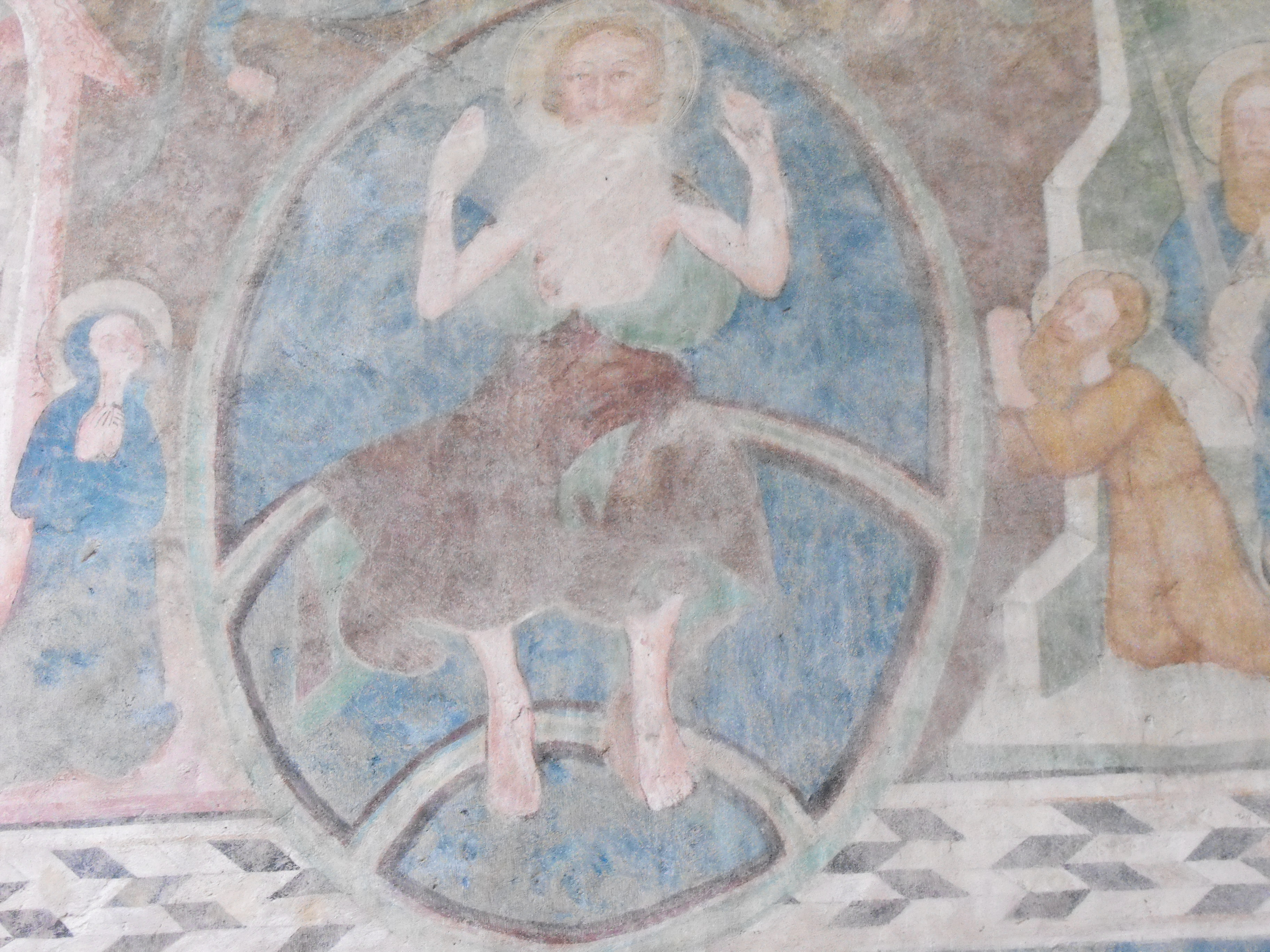
Gotická freska
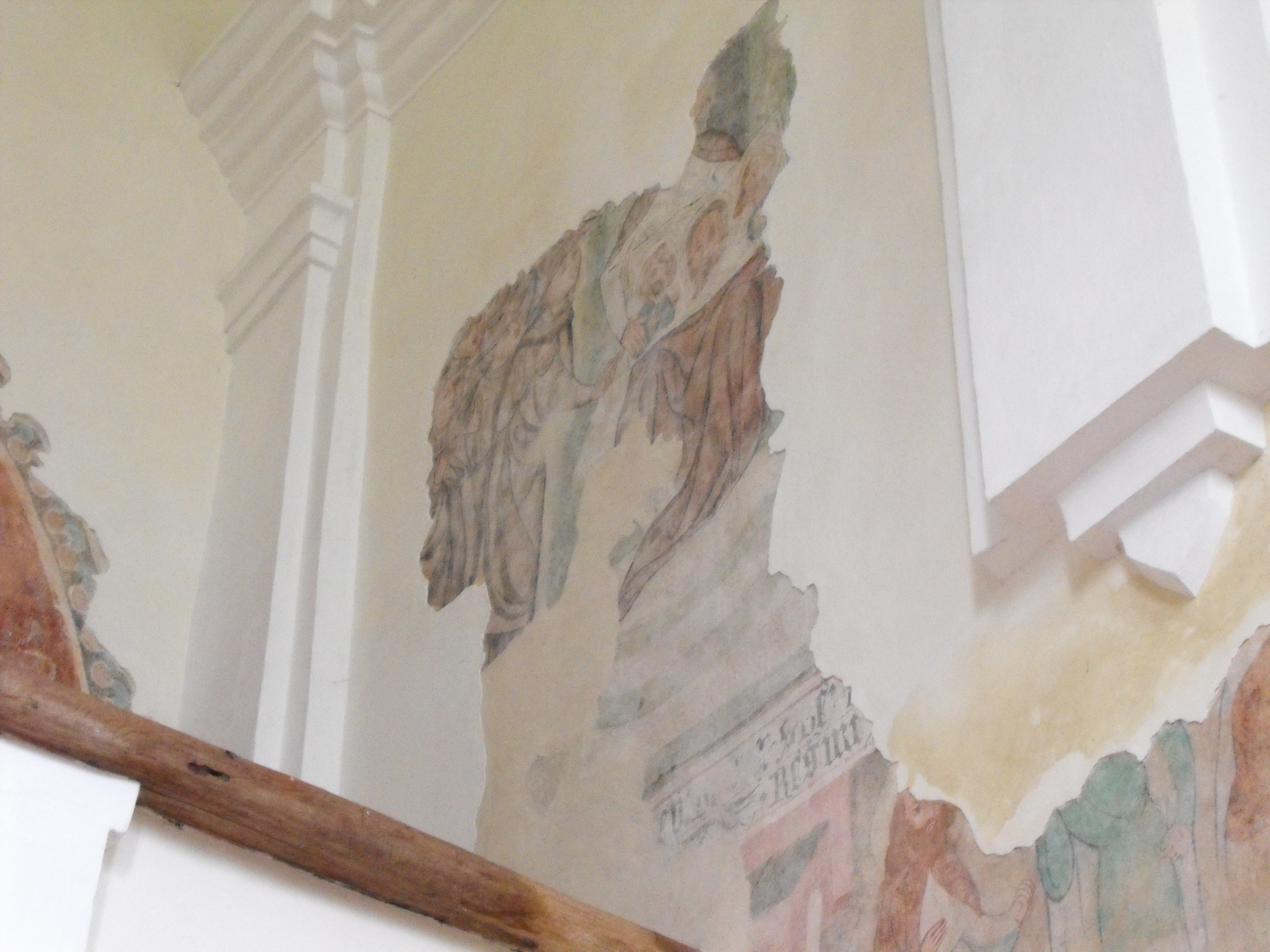
Sedící postava s Veraikonem na severní stěně kapitulní síně, dnešní klášterní kaple.
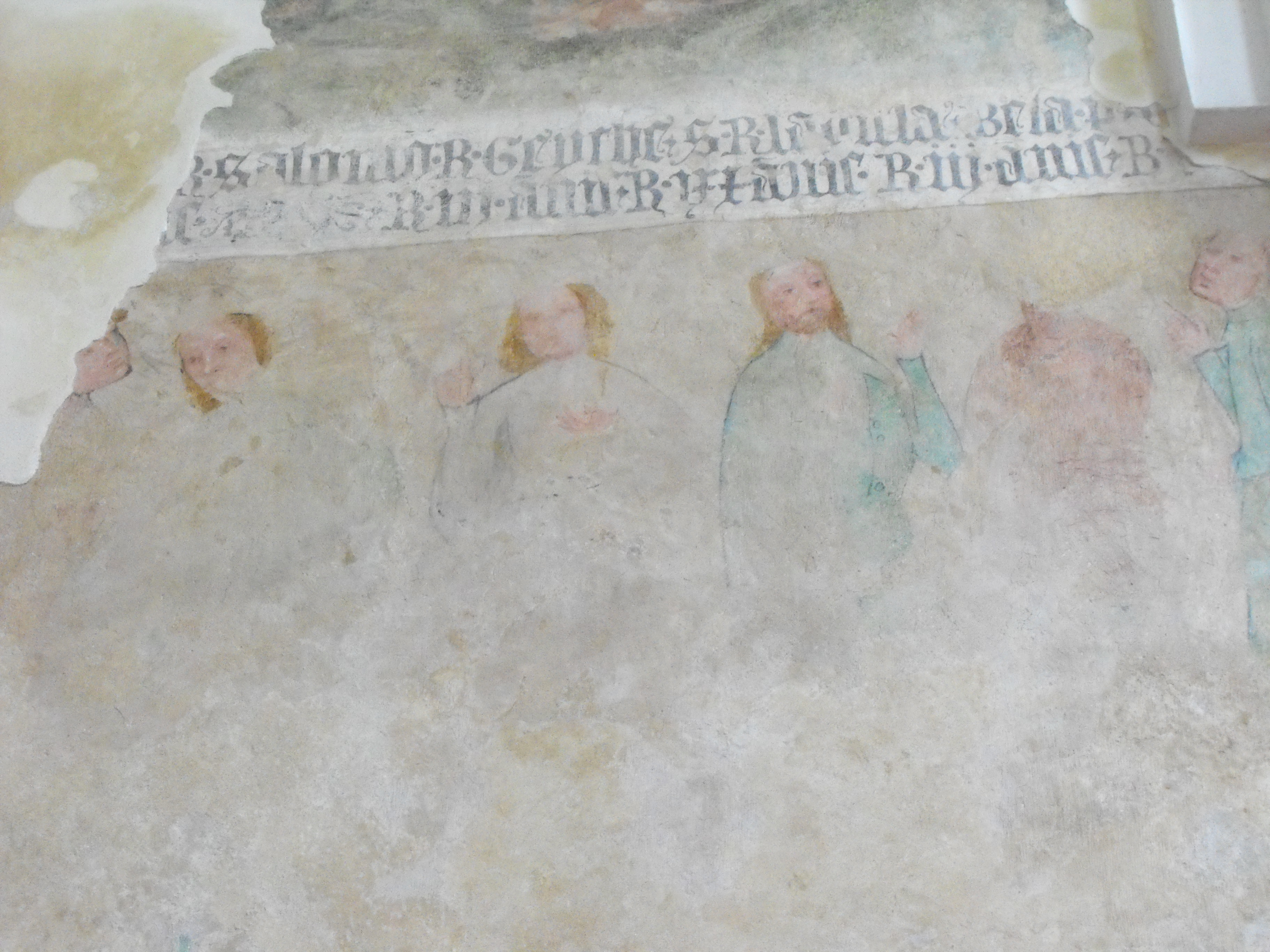
Fragment nápisové pásky pocházející ze 14. století oddělující pás maleb na severní straně kláštera. Dole zástup králů, dnešní klášterní kaple, Leles.
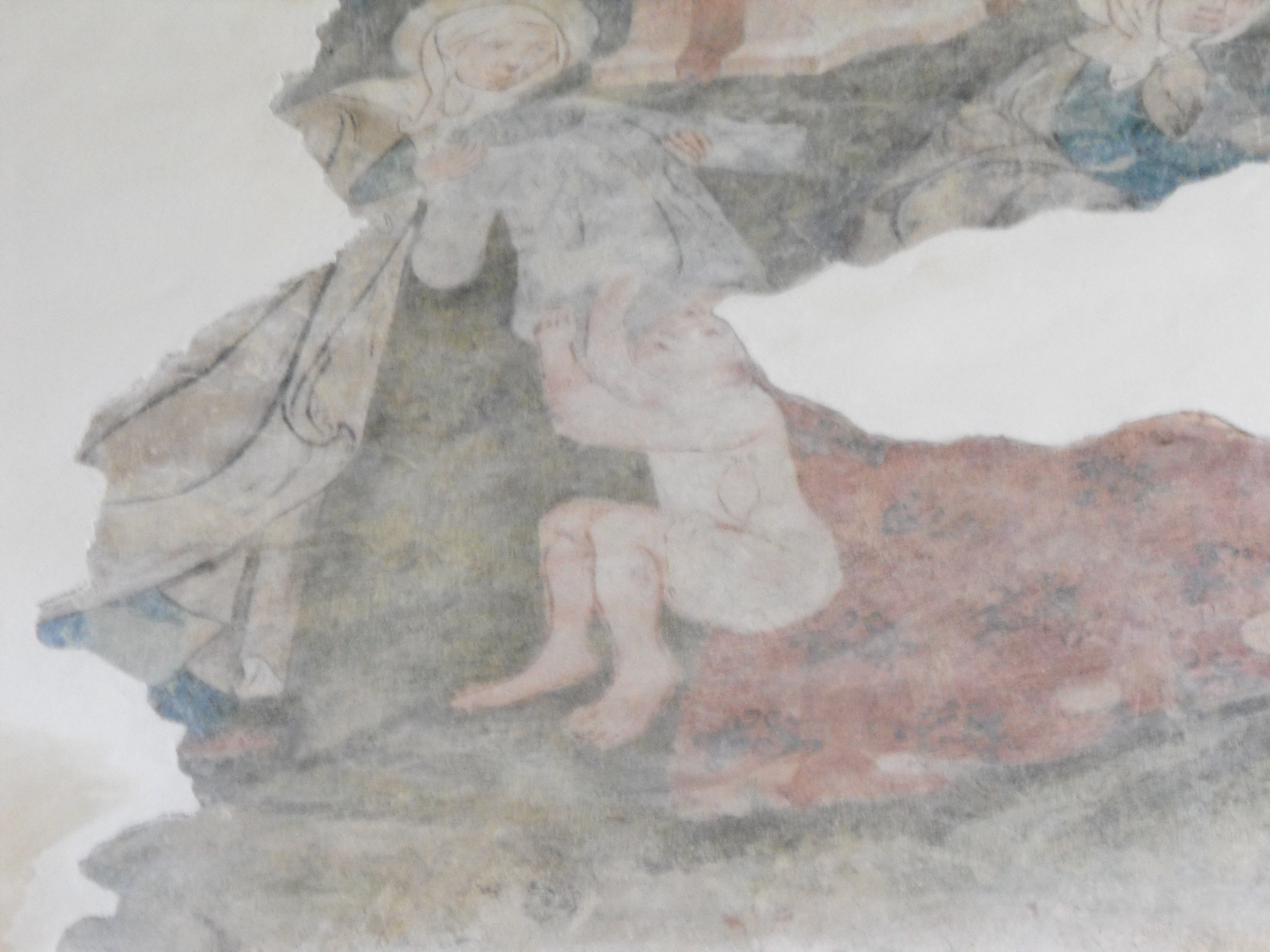
Dvě světice. Malba umístěná nad fragmentem nápisové pásky.
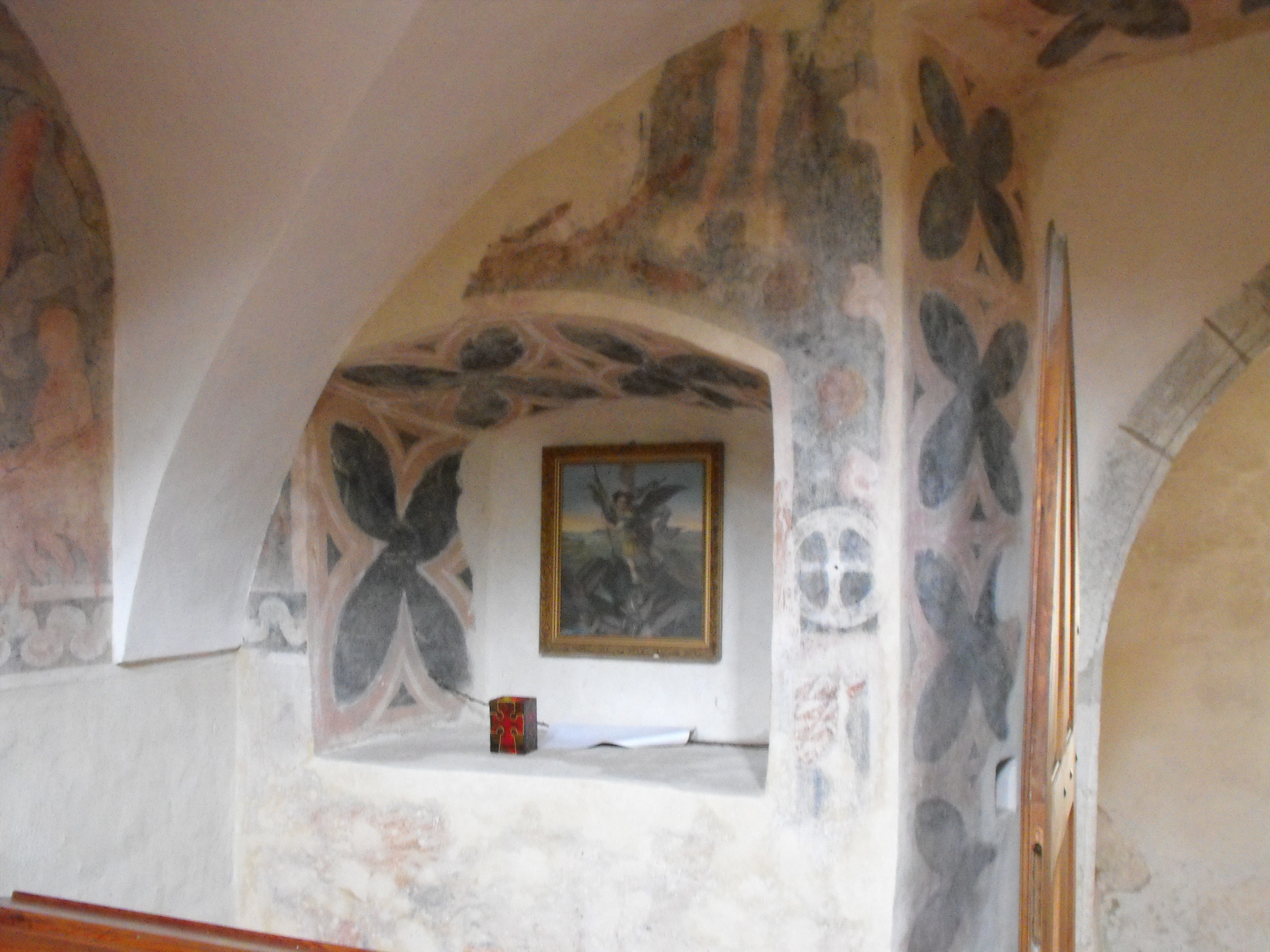
Čtyřlístkové motivy vyobrazené na výmalbě levé niky v přízemí.
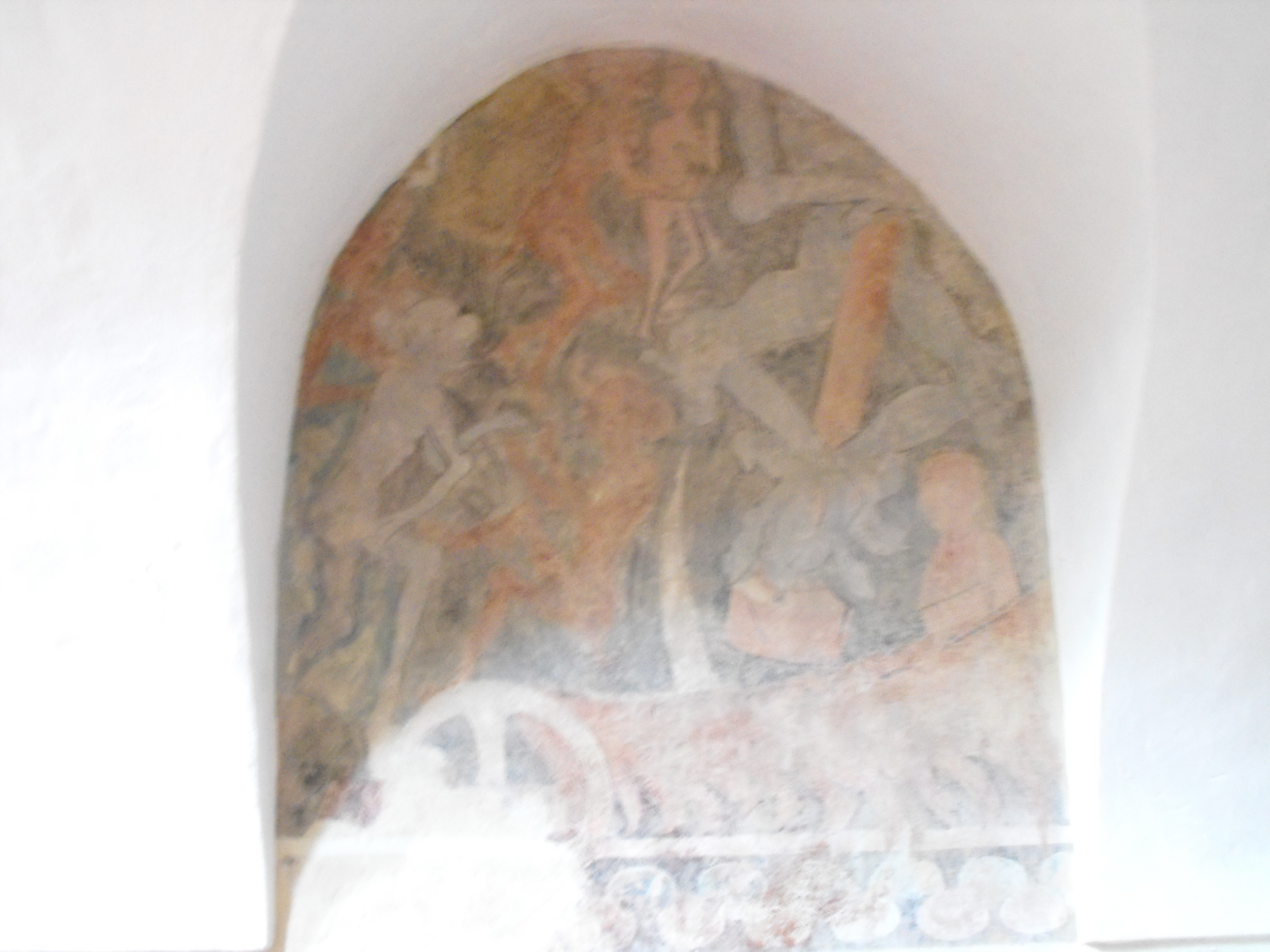
Zobrazení pekla s velkou postavou Lucifera, výjev Posledního soudu pod emporou.